# Pete (Indonesië)
Pete is een bestuurslaag in het regentschap Tangerang van de provincie Banten, Indonesië. Pete telt 12.468 inwoners (volkstelling 2010).